# Nekrolog 1620
Nekrolog
◄◄
| ◄
| 1616
| 1617
| 1618
| 1619
| 1620 | 1621 | 1622 | 1623 | 1624 | ► | ►►
Weitere Ereignisse | Allgemeiner Nekrolog 1620
Die Beschreibung der verstorbenen Person sollte so kurz wie möglich gehalten sein und nur deren signifikante Tätigkeit(en) enthalten.
Neue Namen ggf. auch unter dem Geburts- und Sterbedatum, also etwa unter 1. Januar und im Geburts- und Sterbejahr (2024) eintragen (nur bei entsprechender großer Wichtigkeit). Für Beispiele siehe die schon vorhandenen Artikel.
Außerdem über die fünf zuletzt Verstorbenen, zu denen es einen ausreichend guten Artikel für eine Präsentation auf der Hauptseite gibt, nach der todesbedingten Überarbeitung der Artikel ggf. auch unter Wikipedia Diskussion:Hauptseite informieren und sie am besten auch in den anderen Wikipedia-Sprachversionen eintragen. Tipp: Regelmäßig bei news.google.de nach „ist tot“, „gestorben“ oder „verstorben“ suchen.
Wenn eine Person gestorben ist, gibt es viele Seiten zu dieser Person in der Wikipedia, die davon auch betroffen sind und entsprechend aktualisiert werden müssen. Beispiele: Namenübersichtsseite, Geburtsjahr, Geburtsort-Seiten und viele mehr.
Wie finde ich die betroffenen Seiten?
Im Suchfeld auf der linken Seite gibt man den Suchbegriff so ein: „Vorname Nachname“. Dann klickt man auf Volltext und alle Seiten mit entsprechendem Suchtext werden aufgerufen. Hier sieht man dann schnell, wo auch das Todesjahr Sinn macht oder sogar ein Teil des Artikels angepasst werden muss. Auch hilft das „Werkzeug“ auf der linken Seite sehr gut, um solche Seiten aufzufinden: „Links auf diese Seite“. Somit ist die Wikipedia wieder aktuell in allen Bereichen! Hinweis: bei Eintragung der Kategorie „Gestorben JAHR“ wird der Missbrauchsfilter 49 ausgelöst, was jedoch nicht schlimm ist. Siehe: Spezial:Missbrauchsfilter/49
Dies ist eine Liste von im Jahr 1620 verstorbenen bekannten Persönlichkeiten. Die Einträge erfolgen innerhalb der einzelnen Daten alphabetisch sortiert. Tiere sind im Nekrolog für Tiere zu finden.

## Januar
| Tag        | Name                    | Beruf, bekannt als                                            | Alter | Beleg |
| ---------- | ----------------------- | ------------------------------------------------------------- | ----- | ----- |
| 2. Januar  | Johann Sigismund        | Kurfürst von Brandenburg und Herzog und Co-Regent von Preußen | 47    |       |
| 9. Januar  | Kilian Stisser          | Jurist, geheimer Rat und Kanzler des Erzstiftes Magdeburg     | 57    |       |
| 17. Januar | Heinrich Welling        | deutscher Altphilologe sowie Hochschullehrer                  | 64    |       |
| 19. Januar | Christoph Corvin        | deutscher Buchdrucker und Verleger                            |       |       |
| 28. Januar | Eleonore von Österreich | Erzherzogin von Österreich                                    | 37    |       |

## Februar
| Tag         | Name                                     | Beruf, bekannt als                                                 | Alter | Beleg |
| ----------- | ---------------------------------------- | ------------------------------------------------------------------ | ----- | ----- |
| 1. Februar  | Elisabeth Katharina Smiřická von Smiřice | böhmische Adlige                                                   |       |       |
| 1. Februar  | Rudolf von Stubenberg                    | Teilnehmer am böhmischen Ständeaufstand und am Prager Fenstersturz |       |       |
| 8. Februar  | Simon Reiffenstuel                       | bayerischer Hofbaumeister                                          |       |       |
| 24. Februar | Jakob Wolff der Jüngere                  | deutscher Steinmetz und Bildhauer                                  |       |       |

## März
| Tag      | Name                       | Beruf, bekannt als                                                               | Alter | Beleg |
| -------- | -------------------------- | -------------------------------------------------------------------------------- | ----- | ----- |
| 1. März  | Thomas Campion             | englischer Komponist, Dichter und Arzt                                           | 53    |       |
| 9. März  | Aegidius Albertinus        | Schriftsteller und Übersetzer                                                    |       |       |
| 11. März | Annibale Francesco Gonzaga | Bischof von Mantua                                                               | 73    |       |
| 11. März | Eucharius Sang             | Weihbischof in Würzburg, Universitätsrektor und Schriftsteller                   |       |       |
| 15. März | Arnoldus Langemann         | Bediensteter des Grafen von Waldeck-Landau                                       |       |       |
| 17. März | Johannes Sarkander         | mährischer Priester und böhmischer Heiliger                                      | 43    |       |
| 19. März | Leonhardt Holzapfel        | italienischer Steinmetzmeister der Renaissance                                   |       |       |
| 26. März | Hermann Kirchner           | Dichter, Jurist, Hochschullehrer                                                 | 57    |       |
| 26. März | Nikolaus Theiner           | Jenaer Steinmetz und Baumeister der Renaissance                                  |       |       |
| 28. März | Nikolaus Arresdorf         | katholischer Geistlicher, Weihbischof in Münster, Hildesheim, Paderborn und Köln |       |       |
| 29. März | Jakob Veltmann             | Abt des Benediktinerklosters Liesborn                                            |       |       |
| 30. März | Antonio Maria Galli        | italienischer Kardinal der Römischen Kirche und Bischof von Perugia              |       |       |

## April
| Tag       | Name                      | Beruf, bekannt als                                                                                    | Alter | Beleg |
| --------- | ------------------------- | --- | ----- | ----- |
| 13. April | Leonhard Colonna von Fels | tschechischer Adeliger und Heerführer deutscher Abstammung                                            |       |       |
| 20. April | Riccardo Rognoni          | italienischer Komponist                                                                               |       |       |
| 22. April | Ivan Vreman               | kroatischer katholischer Theologe, Jesuit, Astronom, Physiker, Mathematiker, Missionar und Übersetzer | 36    |       |
| 29. April | Jacob Meyerheine          | deutscher Bildhauer und Steinmetz                                                                     |       |       |

## Mai
| Tag     | Name                          | Beruf, bekannt als                                                                                | Alter | Beleg |
| ------- | ----------------------------- | ------------------------------------------------------------------------------------------------- | ----- | ----- |
| 5. Mai  | Rudolf IV. von Sulz           | Landgraf im Klettgau                                                                              | 61    |       |
| 16. Mai | William Adams                 | englischer Seefahrer und vermutlich erster Europäer, der den Titel eines Samurai erhielt          | 55    |       |
| 18. Mai | Andreas Walch                 | deutscher Jurist                                                                                  |       |       |
| 19. Mai | Johann Sötefleisch der Ältere | deutscher evangelischer Theologe                                                                  | 67    |       |
| 30. Mai | Mathias Hovius                | katholischer Theologe und Erzbischof von Mechelen                                                 |       |       |
| 31. Mai | Wilhelm Ludwig                | Graf von Nassau-Dillenburg und Statthalter von Friesland, Stadt und Lande (Groningen) und Drenthe | 60    |       |

## Juni
| Tag      | Name                 | Beruf, bekannt als                        | Alter | Beleg |
| -------- | -------------------- | ----------------------------------------- | ----- | ----- |
| 1. Juni  | Johann Bierdümpfel   | deutscher Mediziner, Hofmedicus in Coburg | 55    |       |
| 11. Juni | John Budden          | englischer Jurist und Hochschullehrer     |       |       |
| 16. Juni | Carlo Saraceni       | italienischer Maler                       |       |       |
| 17. Juni | Mikołaj Zebrzydowski | polnischer Adliger                        |       |       |

## Juli
| Tag      | Name                          | Beruf, bekannt als                                   | Alter | Beleg |
| -------- | ----------------------------- | ---------------------------------------------------- | ----- | ----- |
| 2. Juli  | Michael Piccart               | deutscher Philosoph, Philologe und Historiker        | 45    |       |
| 17. Juli | Heinrich Droste zu Vischering | Domkapitular und Domscholaster im Domkapitel Münster |       |       |
| 18. Juli | Eva Hohenschildin             | deutsches Hexenprozess-Opfer                         |       |       |
| 18. Juli | Helena Schneckin              | deutsches Hexenprozess-Opfer                         |       |       |
| 18. Juli | Kunigunde Sterzl              | deutsches Hexenprozess-Opfer                         |       |       |
| 20. Juli | Jan Peider Danz               | Schweizer reformierter Pfarrer                       |       |       |

## August
| Tag        | Name                          | Beruf, bekannt als                                                            | Alter | Beleg |
| ---------- | ----------------------------- | ----------------------------------------------------------------------------- | ----- | ----- |
| 2. August  | Carl Luython                  | franko-flämischer Komponist und Kapellmeister der Renaissance                 |       |       |
| 5. August  | Menachem Asarja da Fano       | italienischer Kabbalist                                                       |       |       |
| 9. August  | Johannes Fabri                | deutscher Arzt und Hochschullehrer                                            | 49    |       |
| 17. August | Christoph von Loß             | Geheimer Rat und Hofmarschall am Hofe des sächsischen Kurfürsten              | 46    |       |
| 18. August | Wanli                         | chinesischer Kaiser aus der Ming-Dynastie                                     | 56    |       |
| 19. August | Adam Hamel                    | lutherischer Theologe und Superintendent des Stifts Kolberg-Cammin in Pommern |       |       |
| 22. August | Giovanni Evangelista Pallotta | italienischer Geistlicher und Kardinal                                        | 72    |       |
| 30. August | Baltasar Elisio de Medinilla  | spanischer Schriftsteller                                                     | 35    |       |
| 31. August | Peter von Hagen               | deutscher Kirchenliedtexter, Pädagoge und Poet                                |       |       |

## September
| Tag           | Name                   | Beruf, bekannt als                            | Alter | Beleg |
| ------------- | ---------------------- | --------------------------------------------- | ----- | ----- |
| 4. September  | Richard Perceval       | britischer Romanist, Hispanist und Lexikograf |       |       |
| 9. September  | Johann von Geldern     | flandrischer Logiker                          | 52    |       |
| 10. September | Friedrich Wagner       | Geschichtsprofessor in Königsberg             | 33    |       |
| 13. September | Wolfgang Hirschbach    | deutscher Rechtswissenschaftler               | 50    |       |
| 20. September | Giovanni Maria Nosseni | Schweizer Bildhauer                           | 76    |       |
| 26. September | Taichang               | chinesischer Kaiser der Ming-Dynastie         | 38    |       |
| 28. September | Sidonia von Borcke     | deutsche Adelige, als Hexe hingerichtet       |       |       |

## Oktober
| Tag         | Name                         | Beruf, bekannt als                                                 | Alter | Beleg |
| ----------- | ---------------------------- | ------------------------------------------------------------------ | ----- | ----- |
| 2. Oktober  | Benedikt Wurzelbauer         | deutscher Bildhauer und Erzgießer der Spätrenaissance              | 72    |       |
| 7. Oktober  | Stanisław Żółkiewski         | polnischer königlicher Landeshauptmann                             |       |       |
| 8. Oktober  | Heinrich von Dampierre       | Feldmarschall und Kriegsrat                                        |       |       |
| 10. Oktober | Süleyman Reis                | niederländischer Korsar                                            |       |       |
| 12. Oktober | Ursula von Sachsen-Lauenburg | Herzogin von Braunschweig-Dannenberg                               |       |       |
| 23. Oktober | Valentin Wilhelm Forster     | deutscher Jurist                                                   | 46    |       |
| 29. Oktober | Martinus Nordanus            | deutscher Rechtswissenschaftler und Syndicus der Hansestadt Lübeck |       |       |

## November
| Tag          | Name                 | Beruf, bekannt als                             | Alter | Beleg |
| ------------ | -------------------- | ---------------------------------------------- | ----- | ----- |
| 6. November  | Philipp III.         | Markgraf von Baden-Rodemachern (1556–1575)     | 53    |       |
| 8. November  | Bernhard von Krosigk | anhaltischer Offizier                          | 38    |       |
| 11. November | Isaak Habrecht       | Uhrmacher                                      | 76    |       |
| 13. November | Louise de Coligny    | durch Heirat Fürstin von Oranien-Nassau        | 65    |       |
| 27. November | Franz                | Herzog von Pommern-Stettin, Bischof von Cammin | 43    |       |
| November     | David Schwenke       | deutscher Bildhauer                            | 45    |       |

## Dezember
| Tag          | Name                                    | Beruf, bekannt als                                                        | Alter | Beleg |
| ------------ | --------------------------------------- | ------------------------------------------------------------------------- | ----- | ----- |
| 2. Dezember  | Otto von Qualen der Jüngere             | Amtmann in Kiel                                                           | 54    |       |
| 3. Dezember  | Janusz Radziwiłł                        | litauischer Magnat                                                        | 41    |       |
| 8. Dezember  | Lope de Ulloa y Lemos                   | spanischer Soldat, der das Amt des Gouverneurs von Chile übernahm         |       |       |
| 9. Dezember  | Orazio Lancellotti                      | italienischer Kardinal der Römischen Kirche                               | 49    |       |
| 24. Dezember | Johann Christoph von Freyberg-Eisenberg | Fürstpropst von Ellwangen                                                 |       |       |
| 24. Dezember | Reinhold Heidenstein                    | preußischer Diplomat, Jurist und Chronist, Sekretär des polnischen Königs |       |       |
| 27. Dezember | Johann Schellhammer                     | deutscher lutherischer Theologe                                           | 80    |       |
| 28. Dezember | Jakob Zeller                            | deutscher Bildhauer, Kunstdrechsler und Elfenbeinschnitzer                |       |       |

## Datum unbekannt
| Tag          | Name                                | Beruf, bekannt als                                                                     | Alter | Beleg |
| ------------ | ----------------------------------- | -------------------------------------------------------------------------------------- | ----- | ----- |
|              | Diane d’Andouins                    | Gräfin von Guiche und Mätresse des französischen Königs Heinrich IV.                   |       |       |
|              | Richard Barnfield                   | englischer Dichter                                                                     |       |       |
|              | Johann Anton Barvitius              | Vertrauter Rudolfs II.                                                                 |       |       |
|              | Francesco Borghese                  | General der Päpstlichen Armee von Paul V.                                              |       |       |
|              | Gabriel de Castilla                 | spanischer Seefahrer                                                                   |       |       |
|              | Johannes Cisnerus                   | deutscher Schulmeister und Pfarrer                                                     |       |       |
| Anfang d. J. | Georg Achatz von Enenkel            | österreichischer Historiker und Gelehrter                                              |       |       |
|              | Theodor Evander                     | deutscher evangelischer Geistlicher                                                    |       |       |
|              | Georg Frisch                        | österreichischer Tischler und Altarbauer                                               |       |       |
|              | Zoppo di Gangi                      | Maler von Tafelbildern und Fresken des Spätmanierismus spanischer Prägung auf Sizilien |       |       |
|              | Nicolas Guibert                     | Arzt und Naturforscher                                                                 |       |       |
|              | Alexander von Haslang               | deutscher Feldherr und Hexenjäger                                                      |       |       |
|              | Joachim van den Hove                | flämisch-niederländischer Komponist und Lautenist                                      |       |       |
|              | Jeong Gu                            | koreanischer Philosoph und Dichter, Schriftsteller                                     |       |       |
|              | Francisco Jiménez                   | spanischer Dominikanermönch                                                            |       |       |
|              | Johann Christoph                    | Graf von Hohenzollern-Haigerloch                                                       |       |       |
|              | William Keeling                     | britischer Schiffskapitän                                                              |       |       |
|              | Johannes Krafft                     | Ulmer Rechenmeister                                                                    |       |       |
|              | Hans Lindenov                       | dänischer Richter                                                                      |       |       |
|              | Ernst von Mollard                   | österreichischer Adliger und Obersthofmarschall                                        |       |       |
|              | Johann Nacke                        | Bremer Steinmetz und Baumeister                                                        |       |       |
|              | Antoine de Pluvinel                 | französischer Hippologe                                                                |       |       |
|              | Hanns Reiffenstuel                  | bayerischer Hofbaumeister                                                              |       |       |
|              | Rose von Turaida                    | Waisenkind                                                                             |       |       |
|              | Joachim Reutlinger                  | Schweizer Bürgermeister                                                                |       |       |
|              | Johann Georg Schenck von Grafenberg | deutscher Mediziner                                                                    |       |       |
|              | Joris van Spilbergen                | niederländischer Seefahrer                                                             |       |       |
|              | Simon Stevin                        | niederländisch-belgischer Mathematiker, Physiker und Ingenieur                         |       |       |
|              | Valentin Thilo der Ältere           | lutherischer Theologe und Kirchenlieddichter                                           |       |       |
|              | Jacob Tirado                        | Mitgründer der ersten sephardischen Gemeinde von Amsterdam                             |       |       |
|              | Chaim Vital                         | jüdischer Gelehrter und Kabbalist                                                      |       |       |